# Gnamptogenys annulata
Gnamptogenys annulata  (лат.) — вид примитивных тропических муравьёв рода Gnamptogenys трибы Ectatommini подсемейства Ectatomminae.

## Распространение
Встречаются в джунглях Центральной (Коста-Рика) и Южной Америки (Боливия, Бразилия, Венесуэла, Колумбия, Перу …).

## Описание
Длина тела около 5 мм. От близких видов отличается очень тонкой («изящной») бороздчатостью, продольными бороздками на голове, промезонотуме и брюшных сегментах 2 и 3; на среднеспинке и верхней части петиоля морщинки поперечные. Голова субквадратная. 
Метанотальный шов отсутствует. Тело красновато-коричневое (ноги и усики светлее). Стебелёк между грудкой и брюшком состоит из одного узловидного членика (петиоль). Голову и всё тело покрывают глубокие бороздки. Усики 12-члениковые. Скапус короткий и не достигает затылочного края головы. Глаза среднего размера, выпуклые. Челюсти субтреугольные с плоским базальным краем; верхняя часть жвал блестящая. Включён в видовой комплекс annulata complex (в составе подгруппы regularis subgroup из видовой группы mordax species group).